# Цалья, Брикен
Брикен Цалья (род. 19 февраля 1990 года) — албанский тяжелоатлет, чемпион Европы 2018 года, призёр чемпионата мира 2021 года. Чемпион Европы среди юниоров 2010 года. Участник летних Олимпийских игр в Лондоне, в Рио-де-Жанейро, в Токио.

## Карьера
В 2010 году албанский спортсмен впервые одержал победу на юниорском чемпионате Европы в категории до 69 кг, показав сумму 310 кг.
Принимал участие в летних Олимпийских играх в Лондоне, в весовой категории до 69 кг, занял итоговое 8-е место.
В 2015 году на чемпионате мира занял итоговое 7-е место, с весом на штанге по сумме упражнений 326 кг.
Принял участие в Олимпийских играх в Бразилии, в весовой категории до 69 кг стал пятым с весом 326 кг.
На чемпионате мира в 2017 году, занял итоговое 4-е место.
В Бухаресте на чемпионате Европы, стал победителем в весовой категории до 69 кг. Сумма 321 кг.
В 2018 году принял участие в чемпионате мира в Ашхабаде. Выступал в новой весовой категории до 73 кг. В результате стал 6-м, с весом на штанге по сумме двух упражнений — 339 кг.
На чемпионате Европы 2019 года, в Батуми, албанец завоевал серебряную медаль с общим весом 339 кг. В упражнении рывок завоевал малую золотую медаль (156 кг), в толчке стал вторым (183 кг).
В сентябре 2019 года на чемпионате мира в Паттайе, Брикен, в весовой категории до 73 кг, завоевал малую бронзовую медаль в рывке штанги (157 кг). В итоговом протоколе стал пятым (337 кг).
В апреле 2021 года на чемпионате Европы в Москве, в весовой категории до 73 кг, Брикен занял итоговое третье место с результатом 336 килограммов и стал бронзовым призёром чемпионата Европы. В упражнении "толчок" завоевал малую серебряную медаль с весом на штанге 184 килограмма.
В декабре 2021 года принял участие в чемпионате мира, который состоялся в Ташкенте. В весовой категории до 73 килограммов, албанец по сумме двух упражнений с весом 342 кг стал серебряным призёром. В упражнении рывок он завоевал малую золотую медаль. 

## Достижения
Чемпионат мира
| Результат | Вес      | Год  | Место соревнований  | Рывок | Толчок | Общий вес |
| Серебро   | до 73 кг | 2021 | Ташкент, Узбекистан | 156,0 | 186,0  | 342,0     |

Чемпионат Европы
| Результат | Вес      | Год  | Место соревнований | Рывок | Толчок | Общий вес |
| Золото    | до 69 кг | 2018 | Бухарест, Румыния  | 146,0 | 175,0  | 321,0     |
| Серебро   | до 73 кг | 2019 | Батуми, Грузия     | 156,0 | 183,0  | 339,0     |
| Бронза    | до 73 кг | 2021 | Москва, Россия     | 152,0 | 184,0  | 336,0     |